# Запоріжгаз
АТ «Запоріжга́з» — акціонерне товариство зі штаб-квартирою в місті Запоріжжя, яке займається розподіленням, транспортуванням та постачанням газу у частині районів та міст обласного значення Запорізької області.

## Історія
У 1958 році на базі газового цеху заводу «Запоріжсталь» створено управління «Запоріжгаз» як відділ міського господарства. З наступного року управління розпочало самостійне обслуговування газових мереж. У 1994 році «Запоріжгаз» згідно з рішенням Державного комітету по нафті і газу реорганізовано у ВАТ.
27 листопада 2023 року, згідно повідомлення групи «Нафтогаз», оператор газорозподільної системи АТ «Запоріжгаз» перейшов під контроль держави. АТ «Запоріжгаз» став двадцять першим газорозподільчим підприємством, що інтегроване від початку року до групи «Нафтогаз».

## Структура
- Головне управління ПАТ «Запоріжгаз»;
- Токмацьке відділення;
- Бердянське відділення;
- Кам’янка-Дніпровське відділення[5].